# Hhadydia Minté
Hhadydia Minté, née le 16 mars 1991 à Paris, est une joueuse de basket-ball française évoluant au poste d'ailière.

## Biographie
À seize ans, elle quitte Paris pour le club formateur de Rennes. En 2009-2010, sa formation est en Nationale 2 et gagne l'accession pour 2010-2011 à la nouvelle LF2, où elle réussit 8,9 points à 39,4 % et 6,4 rebonds en 25 minutes. Cette saison réussie lui vaut un contrat en LFB avec l'USO Mondeville.
Au Mondial juniors de 2009, elle inscrit en moyenne 4,9 points et 4 rebonds, pour contribuer à la 7e place des Bleues.
À l'Euro Juniors ses 5,2 points et 7,3 rebonds participent au gain de la médaille d'argent.
À l'Euro Espoirs, elle est une des leaders de l'équipe mais ne peut éviter une élimination (malgré 8 points et 14 rebonds) en quarts de finale face aux Polonaises. Les Françaises accrochent néanmoins une cinquième place face à l'Ukraine avec un grand match de Hhadydia Minté (15 points, 21 rebonds, 4 passes, 4 interceptions).
Elle figure dans la présélection de l'équipe de France pour l'Euro 2013. Après une troisième et dernière saison à Mondeville (6,5 points, 4 rebonds et 1,6 passe de moyenne) et une sélection en équipe de France féminine pour le Mondial 3×3 en juin, elle signe à l'été 2014 à Charleville pour deux saisons, le club jugeant : « C’est une joueuse qui a un potentiel considérable car elle associe à la fois envergure mobilité et qualités athlétiques. Nous allons la faire travailler pour l’aider à franchir un palier car elle doit encore apprendre à maîtriser son jeu tout en stabilisant son tir ».
Elle intègre la sélection finale de l'équipe de France qui dispute le championnat d'Europe 2017 à Prague.
En 2017-2018, toujours à Charleville, elle est absente plusieurs semaines début 2018 pour cause de blessure au genou.
En 2018-2019, après avoir été blessé à partir de la fin de la saison dernière et après avoir manqué le championnat du monde avec l'équipe de France, elle fit à nouveau blessée après la rééducation en janvier 2019 jusqu'au reste de la saison. En parallèle, son coach Romuald Yernaux lors d'une conférence de presse l'annonça comme indisponible pour la saison 2019-2020 puisque durant sa période de convalescence, elle tomba enceinte.

## Clubs
| Saisons   | Équipe                | Pays   |
| 2003-2007 | Paris Basket 18       | France |
| 2007-2011 | Avenir de Rennes      | France |
| 2011-2014 | USO Mondeville        | France |
| 2014-2018 | Flammes Carolo basket | France |

## Palmarès
- Médaille d'argent au championnat d'Europe 2017 en République tchèque[11]

### Jeunes[12]
- 2011 : 5e avec l'Équipe de France Espoirs Féminines au Championnat d'Europe[7]
- 2010 : 4e avec l'Équipe de France Espoirs Féminines au Championnat d'Europe
- 2009 :  avec l'Équipe de France Juniors Féminines au Championnat d'Europe
- 2009 : 7e avec l'Équipe de France Juniors Féminines au Championnat du Monde